# Resist (album de Midnight Oil)
Pour les articles homonymes, voir Resist.
Albums de Midnight Oil
The Makarrata Project
(2020)
Singles
1. Rising Seas
Sortie : 28 octobre 2021
2. Tarkine
Sortie : 17 décembre 2021
3. At the Time of Writing
Sortie : 4 février 2022
4. We Resist
Sortie : 18 février 2022

Resist est le treizième album studio du groupe de rock australien Midnight Oil sorti le 18 février 2022.
Il se classe numéro un en Australie la semaine de sa sortie. C'est la 6e fois que le groupe arrive en tête des ventes d'albums dans son pays, après Red Sails in the Sunset en 1984, Diesel and Dust en 1987, Blue Sky Mining en 1990, la compilation 20,000 Watt R.S.L. en 1997 et The Makarrata Project en 2020.

## Enregistrement
Resist a été enregistré fin 2019, sur une période de six semaines, en même temps que The Makarrata Project le précédent album studio sorti le 30 octobre 2020, le premier publié par le groupe depuis Capricornia en 2002.
The Makarrata Project est un album dédié à la réconciliation avec les peuples autochtones d'Australie et à la déclaration d'Uluru (Uluru Statement from the Heart) et toutes ses chansons sont réalisées en collaboration avec des artistes aborigènes. Celles de Resist sont l’œuvre du groupe seul et sont plus que jamais au cœur de ses engagements pour l'écologie. Ainsi, il choisit de sortir le premier single extrait de l'album, Rising Seas, le 28 octobre 2021, soit juste avant la Conférence de Glasgow de 2021 sur les changements climatiques (COP 26),.
Resist est dédié à la mémoire de Bones Hillman, le bassiste du groupe décédé d'un cancer le 8 novembre 2020 (« In memory of our dear brother Bones Hillman »), qui a bien participé à l'intégralité de l'enregistrement réalisé fin 2019,.
Le groupe annonce cet album et la tournée qui suit comme les derniers de sa carrière. Ses membres se consacreront ensuite à d'autres projets mais ils n'excluent pas la possibilité d'enregistrer de nouvelles chansons ensemble dans l'avenir et de soutenir les causes qui leur tiennent à cœur,,.

## Liste des titres
| No  | Titre                    | Auteur                    | Durée |
| --- | ------------------------ | ------------------------- | ----- |
| 1.  | Rising Seas              | Jim Moginie               | 5:50  |
| 2.  | The Barka-Darling River  | - Rob Hirst - Moginie     | 6:49  |
| 3.  | Tarkine                  | Moginie                   | 4:20  |
| 4.  | At the Time of Writing   | - Hirst - Moginie         | 4:39  |
| 5.  | Nobody's Child           | - Peter Garrett - Moginie | 4:27  |
| 6.  | To the Ends of the Earth | Moginie                   | 5:01  |
| 7.  | Reef                     | Moginie                   | 4:18  |
| 8.  | We Resist                | Moginie                   | 5:18  |
| 9.  | Lost at Sea              | - Hirst - Moginie         | 4:45  |
| 10. | Undercover               | Garrett                   | 3:15  |
| 11. | We Are Not Afraid        | - Garrett - Moginie       | 4:29  |
| 12. | Last Frontier            | Garrett                   | 6:53  |

## Musiciens
Crédits issus du livret du CD.
Midnight Oil
- Peter Garrett : chant
- Bones Hillman : basse, chœurs
- Jim Moginie : guitares, claviers, chœurs
- Martin Rotsey : guitares
- Rob Hirst : batterie, chœurs

Musiciens additionnels
- Warne Livesey : claviers additionnels
- Evelyn Finnerty : violon sur Tarkine
- Andy Bickers : saxophone sur At the Time of Writing et Last Frontier
- Julian Thompson : violoncelle sur We Are Not Afraid
- Kamahl : chœurs sur Last Frontier

## Classements hebdomadaires
| Classement (2022)            | Meilleure place |
| ---------------------------- | --------------- |
| Allemagne (Media Control AG) | 29              |
| Australie (ARIA)             | 1               |
| Belgique (Flandre Ultratop)  | 150             |
| Belgique (Wallonie Ultratop) | 72              |
| France (SNEP)                | 93              |
| Nouvelle-Zélande (RIANZ)     | 16              |
| Suisse (Schweizer Hitparade) | 8               |